# Iowa kormányzóinak listája
Ez a lista az Amerikai Egyesült Államok Iowa államának kormányzóit sorolja föl. Már a francia felfedezők előtt az itt élő indián törzsek kereskedelmi tevékenységet folytattak a fehérekkel. 1634-ben Jean Nicolet és a Nagy-tavak felfedezői közül mások megerősítették a nyugati siou és alfongui indiánok jelenlétét. Az első francia felfedezők Louis Joliet és Jacques Marquette voltak, akik 1673 júniusában a Wisconsin-folyón felhajóztak Iowa területére, majd folytatták útjukat a Mississippin, majd később a francia Hennepin szerzetes követte őket s kontaktust teremtett a helyi sac és meskwaki fox törzzsel. A felfedezők észrevették, hogy a talaj jó minőségű, megművelésre alkalmas, mégis az első fehér embert,  aki itt letelepedett, Julien Dubuque, az ólom bányák kiaknázása érdekelte. Az indiánokkal megállapodott, s a Mississippi partján, ahol ma a róla elnevezett város Dubuque áll, ólom bányát nyitott. 1803-ban az állam a Louisiana Purchase részeként az Egyesült Államok része lett. Ezután az Államok felfedezőket küldött Iowa felderítésére. Zebulon M. Pike a Mississippi, Lewis és Clark a Missouri környékét mérte fel.
Az amerikai állam az 1830-as években szabályos harcot vívott az itt élő törzsekkel, akik vezetője Fekete Sólyom volt. Az ellenállás letörése után megkezdődtek a letelepülések.
Az első telepesek, akik hivatalosan telepedtek le Iowa államban családok voltak Illinois, Indiana, és Missouri államokból. Ezután már gyorsan megindult a földfoglalás, a közigazgatás megszervezése és 1846. december 28-án huszonkilencedikként felvételt nyert az Unióba Floridával együtt. Az egyensúly továbbra is fenn maradt, mert Florida rabszolgatartó volt Iowa pedig nem.
A kormányzói széket négy évre lehet elnyerni, s nincsen a betölthető terminusok számát korlátozó limit.
Jelenleg a 43. kormányzó, a Republikánus Párthoz tartozó Kim Reynolds tölti be a tisztséget 2017. május 24. óta. A helyettes kormányzó a szintén republikánus Adam Gregg.

## Párthovatartozás
| Párt         | Kormányzók |
| ------------ | ---------- |
| Demokrata    | 10         |
| Republikánus | 32         |
| Whig         | 1          |

## Az Iowa terület kormányzói
| # | Kép                | Kormányzó     | Szolgálati idő kezdete | Szolgálati idő vége | Egyéb választott (szövetségi) tisztségei                                       | Kinevező elnök neve    |
| - | ------------------ | ------------- | ---------------------- | ------------------- | ------------------------------------------------------------------------------ | ---------------------- |
| 1 | Portrait of a man. | Robert Lucas  | August 15, 1838        | 1841. május 13.     | Ohio kormányzója (1832–1836)                                                   | Martin Van Buren       |
| 2 | Portrait of a man. | John Chambers | 1841. május 13.        | 1845. november 18.  | Az USA képviselőházának tagja (Kentucky képviseletében) (1828–1829; 1835–1839) | William Henry Harrison |
| 3 | Portrait of a man. | James Clarke  | 1845. november 18.     | 1846. december 28.  |                                                                                | James K. Polk          |

## Iowa szövetségi állam kormányzói
| Iowa kormányzóinak listája                 | Iowa kormányzóinak listája                 | Iowa kormányzóinak listája                 | Iowa kormányzóinak listája                 | Iowa kormányzóinak listája                 | Iowa kormányzóinak listája                 | Iowa kormányzóinak listája                 | Iowa kormányzóinak listája                                                                                       | Iowa kormányzóinak listája                 | Iowa kormányzóinak listája                 |
| Whig Párt Demokrata Párt Republikánus Párt | Whig Párt Demokrata Párt Republikánus Párt | Whig Párt Demokrata Párt Republikánus Párt | Whig Párt Demokrata Párt Republikánus Párt | Whig Párt Demokrata Párt Republikánus Párt | Whig Párt Demokrata Párt Republikánus Párt | Whig Párt Demokrata Párt Republikánus Párt | Whig Párt Demokrata Párt Republikánus Párt                                                                       | Whig Párt Demokrata Párt Republikánus Párt | Whig Párt Demokrata Párt Republikánus Párt |
| #                                          | Kép                                        | Kormányzó                                  | Szolgálati idő kezdete                     | Szolgálati idő vége                        | Párt                                       | Terminus                                   | Egyéb választott (szövetségi) tisztségei                                                                         | Helyettes                                  | Helyettes                                  |
| ------------------------------------------ | ------------------------------------------ | ------------------------------------------ | ------------------------------------------ | ------------------------------------------ | ------------------------------------------ | ------------------------------------------ | --- | ------------------------------------------ | ------------------------------------------ |
| 1                                          |                                            | Ansel Briggs                               | 1846. december 3.                          | 1850. december 4.                          | 40x40px[halott link]                       | 1                                          | | Nem volt                                   | Nem volt                                   |
| 2                                          |                                            | Stephen P. Hempstead                       | 1850. december 4.                          | 1854. december 9.                          | 40x40px[halott link]                       | 2                                          | | Nem volt                                   | Nem volt                                   |
| 3                                          |                                            | James W. Grimes                            | 1854. december 9.                          | 1858. január 13.                           |                                            | 3                                          | Az USA szenátusának tagja (1859-1869)                                                                            | Nem volt                                   | Nem volt                                   |
| 4                                          |                                            | Ralph P. Lowe                              | 1858. január 13.                           | 1860. január 11.                           | 40x40px[halott link]                       | 4                                          | | Oran Faville                               | 40x40px[halott link]                       |
| 5                                          |                                            | Samuel J. Kirkwood                         | 1860. január 11.                           | 1864. január 14.                           | 40x40px[halott link]                       | 5–6                                        | Az USA szenátusának tagja (1866-1867; 1877-1881) Az USA belügyi államtitkára (1881-1882)                         | Nicholas J. Rusch                          | 40x40px[halott link]                       |
| 5                                          | John R. Needham                            | Samuel J. Kirkwood                         | 1860. január 11.                           | 1864. január 14.                           | 40x40px[halott link]                       | 5–6                                        | Az USA szenátusának tagja (1866-1867; 1877-1881) Az USA belügyi államtitkára (1881-1882)                         | 40x40px[halott link]                       |                                            |
| 6                                          |                                            | William M. Stone                           | 1864. január 14.                           | 1868. január 16.                           | 40x40px[halott link]                       | 7–8                                        | | Enoch W. Eastman                           | 40x40px[halott link]                       |
| 6                                          | Benjamin F. Gue                            | William M. Stone                           | 1864. január 14.                           | 1868. január 16.                           | 40x40px[halott link]                       | 7–8                                        | 40x40px[halott link]                                                                                             |                                            |                                            |
| 7                                          |                                            | Samuel Merrill                             | 1868. január 16.                           | 1872. január 11.                           | 40x40px[halott link]                       | 9–10                                       | | John Scott                                 | 40x40px[halott link]                       |
| 7                                          | Madison Miner Walden                       | Samuel Merrill                             | 1868. január 16.                           | 1872. január 11.                           | 40x40px[halott link]                       | 9–10                                       | 40x40px[halott link]                                                                                             |                                            |                                            |
| 7                                          | Henry C. Bulis                             | Samuel Merrill                             | 1868. január 16.                           | 1872. január 11.                           | 40x40px[halott link]                       | 9–10                                       | 40x40px[halott link]                                                                                             |                                            |                                            |
| 8                                          |                                            | Cyrus C. Carpenter                         | 1872. január 11.                           | 1876. január 13.                           | 40x40px[halott link]                       | 11–12                                      | Az USA képviselőházának tagja (1879–1883)                                                                        | Henry C. Bulis                             | 40x40px[halott link]                       |
| 8                                          | Joseph Dysart                              | Cyrus C. Carpenter                         | 1872. január 11.                           | 1876. január 13.                           | 40x40px[halott link]                       | 11–12                                      | Az USA képviselőházának tagja (1879–1883)                                                                        | 40x40px[halott link]                       |                                            |
| 9                                          |                                            | Samuel J. Kirkwood                         | 1876. január 13.                           | 1877. február 1.                           | 40x40px[halott link]                       | 13                                         | Az USA szenátusának tagja (1866-1867; 1877-1881) Az USA belügyi államtitkára (1881-1882)                         | Joshua G. Newbold                          | 40x40px[halott link]                       |
| 10                                         |                                            | Joshua G. Newbold                          | 1877. február 1.                           | 1878. január 17.                           | 40x40px[halott link]                       | 13                                         | | Széküresedés                               | Széküresedés                               |
| 11                                         |                                            | John H. Gear                               | 1878. január 17.                           | 1882. január 12.                           | 40x40px[halott link]                       | 14–15                                      | Az USA képviselőházának tagja (1887–1891; 1893-1895) Az USA szenátusának tagja (1895–1900)                       | Frank T. Campbell                          | 40x40px[halott link]                       |
| 12                                         |                                            | Buren R. Sherman                           | 1882. január 12.                           | 1886. január 14.                           | 40x40px[halott link]                       | 16–17                                      | | Orlando H. Manning                         | 40x40px[halott link]                       |
| 13                                         |                                            | William Larrabee                           | 1886. január 14.                           | 1890. február 27.                          | 40x40px[halott link]                       | 18–19                                      | | John A. T. Hull                            | 40x40px[halott link]                       |
| 14                                         |                                            | Horace Boies                               | 1890. február 27.                          | 1894. január 11.                           | 40x40px[halott link]                       | 20–21                                      | | Alfred N. Poyneer                          | 40x40px[halott link]                       |
| 14                                         | Samuel L. Bestow                           | Horace Boies                               | 1890. február 27.                          | 1894. január 11.                           | 40x40px[halott link]                       | 20–21                                      | 40x40px[halott link]                                                                                             |                                            |                                            |
| 15                                         |                                            | Frank D. Jackson                           | 1894. január 11.                           | 1896. január 16.                           | 40x40px[halott link]                       | 22                                         | | Warren S. Dungan                           | 40x40px[halott link]                       |
| 16                                         |                                            | Francis M. Drake                           | 1896. január 16.                           | 1898. január 13.                           | 40x40px[halott link]                       | 23                                         | | Matt Parrott                               | 40x40px[halott link]                       |
| 17                                         |                                            | L. M. Shaw                                 | 1898. január 13.                           | 1902. január 16                            | 40x40px[halott link]                       | 24–25                                      | Az USA pénzügyi államtitkára (1902-1907)                                                                         | James C. Milliman                          | 40x40px[halott link]                       |
| 18                                         |                                            | Albert B. Cummins                          | 1902. január 16.                           | 1908. november 24                          | 40x40px[halott link]                       | 26–27                                      | Az USA szenátusának tagja (1908 – 1926) Az Amerikai Egyesült Államok Szenátusának pro tempore elnöke (1919-1925) | John Herriott                              | 40x40px[halott link]                       |
| 18                                         | 28.                                        | Albert B. Cummins                          | 1902. január 16.                           | 1908. november 24                          | 40x40px[halott link]                       | Warren Garst                               | Az USA szenátusának tagja (1908 – 1926) Az Amerikai Egyesült Államok Szenátusának pro tempore elnöke (1919-1925) | 40x40px[halott link]                       |                                            |
| 19                                         | 28.                                        |                                            | Warren Garst                               | 1908. november 24.                         | 1909. január 14.                           | 40x40px[halott link]                       | | Széküresedés                               | Széküresedés                               |
| 20                                         |                                            | Beryl F. Carroll                           | 1909. január 14.                           | 1913. január 16.                           | 40x40px[halott link]                       | 29–30                                      | | George W. Clarke                           | 40x40px[halott link]                       |
| 21                                         |                                            | George W. Clarke                           | 1913. január 16.                           | 1917. január 11.                           | 40x40px[halott link]                       | 31–32                                      | | William L. Harding                         | 40x40px[halott link]                       |
| 22                                         |                                            | William L. Harding                         | 1917. január 11.                           | 1921. január 13.                           | 40x40px[halott link]                       | 33–34                                      | | Ernest Robert Moore                        | 40x40px[halott link]                       |
| 23                                         |                                            | Nathan E. Kendall                          | 1921. január 13.                           | 1925. január 15.                           | 40x40px[halott link]                       | 35–36                                      | Az USA képviselőházának tagja (1909–1913)                                                                        | John Hammill                               | 40x40px[halott link]                       |
| 24                                         |                                            | John Hammill                               | 1925. január 15.                           | 1931. január 15.                           | 40x40px[halott link]                       | 37–39                                      | | Clem F. Kimball                            | 40x40px[halott link]                       |
| 24                                         | Arch W. McFarlane                          | John Hammill                               | 1925. január 15.                           | 1931. január 15.                           | 40x40px[halott link]                       | 37–39                                      | 40x40px[halott link]                                                                                             |                                            |                                            |
| 25                                         |                                            | Dan W. Turner                              | 1931. január 15.                           | 1933. január 12.                           | 40x40px[halott link]                       | 40                                         | | Arch W. McFarlane                          | 40x40px[halott link]                       |
| 26                                         |                                            | Clyde L. Herring                           | 1933. január 12.                           | 1937. január 14.                           | 40x40px[halott link]                       | 41–42                                      | Az USA szenátusának tagja (1937–1943)                                                                            | Nelson G. Kraschel                         | 40x40px[halott link]                       |
| 27                                         |                                            | Nelson G. Kraschel                         | 1937. január 14.                           | 1939. január 12.                           | 40x40px[halott link]                       | 43                                         | | John K. Valentine                          | 40x40px[halott link]                       |
| 28                                         |                                            | George A. Wilson                           | 1939. január 12.                           | 1943. január 14.                           | 40x40px[halott link]                       | 44–45                                      | Az USA szenátusának tagja (1943–1949)                                                                            | Bourke B. Hickenlooper                     | 40x40px[halott link]                       |
| 29                                         |                                            | Bourke B. Hickenlooper                     | 1943. január 14.                           | 1945. január 11.                           | 40x40px[halott link]                       | 46                                         | Az USA szenátusának tagja (1945–1969)                                                                            | Robert D. Blue                             | 40x40px[halott link]                       |
| 30                                         |                                            | Robert D. Blue                             | 1945. január 11.                           | 1949. január 13.                           | 40x40px[halott link]                       | 47–48                                      | | Kenneth A. Evans                           | 40x40px[halott link]                       |
| 31                                         |                                            | William S. Beardsley                       | 1949. január 13.                           | 1954. november 21.                         | 40x40px[halott link]                       | 49–50                                      | | Kenneth A. Evans                           | 40x40px[halott link]                       |
| 31                                         | William H. Nicholas                        | William S. Beardsley                       | 1949. január 13.                           | 1954. november 21.                         | 40x40px[halott link]                       | 49–50                                      | 40x40px[halott link]                                                                                             |                                            |                                            |
| 31                                         | 51                                         | William S. Beardsley                       | 1949. január 13.                           | 1954. november 21.                         | 40x40px[halott link]                       | Leo Elthon                                 | 40x40px[halott link]                                                                                             |                                            |                                            |
| 32                                         | 51                                         |                                            | Leo Elthon                                 | 1954. november 21.                         | 1955. január 13.                           | 40x40px[halott link]                       | | Széküresedés                               | Széküresedés                               |
| 33                                         |                                            | Leo Hoegh                                  | 1955. január 13.                           | 1957. január 17.                           | 40x40px[halott link]                       | 52                                         | | Leo Elthon                                 | 40x40px[halott link]                       |
| 34                                         |                                            | Herschel C. Loveless                       | 1957. január 17.                           | 1961. január 12.                           | 40x40px[halott link]                       | 53–54                                      | | William H. Nicholas                        | 40x40px[halott link]                       |
| 34                                         | Edward Joseph McManus                      | Herschel C. Loveless                       | 1957. január 17.                           | 1961. január 12.                           | 40x40px[halott link]                       | 53–54                                      | 40x40px[halott link]                                                                                             |                                            |                                            |
| 35                                         |                                            | Norman A. Erbe                             | 1961. január 12.                           | 1963. január 17.                           | 40x40px[halott link]                       | 55                                         | | W. L. Mooty                                | 40x40px[halott link]                       |
| 36                                         |                                            | Harold Hughes                              | 1963. január 17.                           | 1969. január 1.                            | 40x40px[halott link]                       | 56–57                                      | Az USA szenátusának tagja (1969 – 1975)                                                                          | W. L. Mooty                                | 40x40px[halott link]                       |
| 36                                         | 58                                         | Harold Hughes                              | 1963. január 17.                           | 1969. január 1.                            | 40x40px[halott link]                       | Robert D. Fulton                           | Az USA szenátusának tagja (1969 – 1975)                                                                          | 40x40px[halott link]                       |                                            |
| 37                                         | 58                                         |                                            | Robert D. Fulton                           | 1969. január 1.                            | 1969. január 16.                           | 40x40px[halott link]                       | | Széküresedés                               | Széküresedés                               |
| 38                                         |                                            | Robert D. Ray                              | 1969. január 16.                           | 1983. január 14.                           | 40x40px[halott link]                       | 59–63                                      | | Roger Jepsen                               | 40x40px[halott link]                       |
| 38                                         | Arthur A. Neu                              | Robert D. Ray                              | 1969. január 16.                           | 1983. január 14.                           | 40x40px[halott link]                       | 59–63                                      | 40x40px[halott link]                                                                                             |                                            |                                            |
| 38                                         | Terry Branstad                             | Robert D. Ray                              | 1969. január 16.                           | 1983. január 14.                           | 40x40px[halott link]                       | 59–63                                      | 40x40px[halott link]                                                                                             |                                            |                                            |
| 39                                         |                                            | Terry Branstad                             | 1983. január 14.                           | 1999. január 15.                           | 40x40px[halott link]                       | 64–67                                      | | Robert T. Anderson                         | 40x40px[halott link]                       |
| 39                                         | Jo Ann Zimmerman                           | Terry Branstad                             | 1983. január 14.                           | 1999. január 15.                           | 40x40px[halott link]                       | 64–67                                      | 40x40px[halott link]                                                                                             |                                            |                                            |
| 39                                         | Joy Corning                                | Terry Branstad                             | 1983. január 14.                           | 1999. január 15.                           | 40x40px[halott link]                       | 64–67                                      | 40x40px[halott link]                                                                                             |                                            |                                            |
| 40                                         |                                            | Tom Vilsack                                | 1999. január 15.                           | 2007. január 12.                           | 40x40px[halott link]                       | 68–69                                      | Az USA mezőgazdasági minisztere (2009-hivatalban)                                                                | Sally Pederson                             | 40x40px[halott link]                       |
| 41                                         |                                            | Chet Culver                                | 2007. január 12.                           | 2011. január 14.                           | 40x40px[halott link]                       | 70                                         | | Patty Judge                                | 40x40px[halott link]                       |
| 42                                         |                                            | Terry Branstad                             | 2011. január 14.                           | 2017. május 24.                            | 40x40px[halott link]                       | 71–72                                      | | Kim Reynolds                               | 40x40px[halott link]                       |
| 43                                         |                                            | Kim Reynolds                               | 2017. május 24.                            | hivatalban                                 | 40x40px[halott link]                       | 72-73                                      | Iowa alkormányzója (2011-2017)                                                                                   | Betöltetlen                                | Betöltetlen                                |
| 43                                         | Adam Gregg                                 | Kim Reynolds                               | 2017. május 24.                            | hivatalban                                 | 40x40px[halott link]                       | 72-73                                      | Iowa alkormányzója (2011-2017)                                                                                   | 40x40px[halott link]                       |                                            |